# Ero e Leandro (Bottesini)
Ero e Leandro ist eine Oper (Originalbezeichnung: „Tragedia lirica“) in drei Akten von Giovanni Bottesini (Musik) mit einem Libretto von Arrigo Boito nach dem Mythos von Hero und Leander. Die Uraufführung fand am 11. Januar 1879 im Teatro Regio in Turin statt.

## Handlung
Die Handlung spielt in Sestos am Thrakischen Meer am Ufer des Hellespont während der „heroischen Zeit“.

### Erster Akt
Vor dem Tempel der Venus

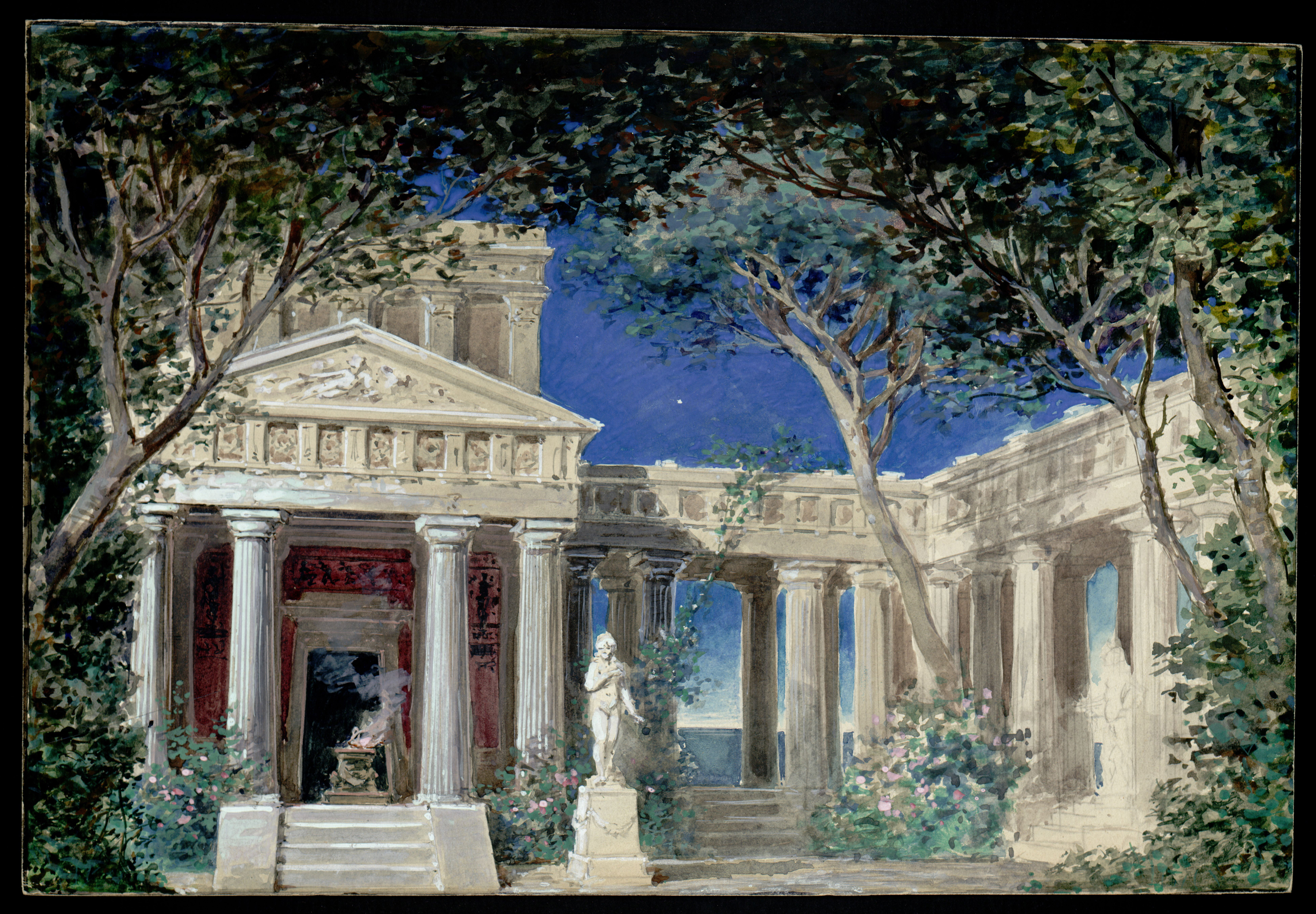
Der Tempel der Venus; Bühnenbildentwurf von Riccardo Fontana

Im Hintergrund eine Seite des an den Venustempel angeschlossenen Portikus, links die Fassade des Pronaos. Die Szene ist draußen. Myrten, Zypressen, Platanen und Oleander grünen vor den Säulen und überall auf der Bühne. In der Mitte befindet sich die Statue der Venus, rechts diejenige des Apollon. Die Tür des Pronaos ist geöffnet, und auf der Schwelle steht ein brennender Altar. Im Hintergrund ist zwischen den Säulen und den Pflanzen ein Streifen ruhigen Meeres und des Horizonts zu sehen. Der Planet Venus leuchtet über dem Meer. Es sind die Aphrodisien, die Feiern zu Ehren der Göttin. Beim Öffnen des Vorhangs sieht man den Chor teils kniend, teils in Verbeugung in Richtung der Tempeltür beten. Auf der Schwelle befinden sich Girlanden, Votivgaben, goldene Kelche, Muscheln und Myrtenzweige; drei Tempeldiener und ein Neokoros stehen an der Tür des Pronaos, um die Weihrauch-Schwaden zu nähren. Licht des Morgengrauens.
Szene 1. Priesterinnen und Seeleute preisen die Göttin unter ihren verschiedenen Namen (Chor: „Venere Urania!“).
Szene 2. Eine Fanfare kündigt das Eintreffen des Hohepriesters Ariofarne, der Priesterinnen und der Teilnehmer an den Wettkämpfen zu Ehren der Venus an. Nach einem Opfer an die Göttin präsentiert Ariofarne dem Volk den Sieger der Wettkämpfe: Leandro aus Abydos, einer Stadt auf der gegenüberliegenden Seite des Thrakischen Meeres. Unter dem Lobgesang des Chores setzt die Priesterin Ero ihm den Lorbeerkranz auf. Von ihrer Schönheit in den Bann gezogen, kann Leandro nicht mit dem erwarteten Lied über den Zorn des Achilleus oder die Waffen des Atreus antworten, sondern besingt stattdessen den Liebesgott Amor („Era la notte“). Ariofarne schickt das Volk hinaus, bis die Priesterinnen die geheimen Zeremonien vollzogen haben.
Szene 3. Ariofarne befürchtet, dass Ero Gefühle für Leandro entwickelt haben könnte. Er fordert sie daher auf, sich zwischen der „himmlischen Venus“ und der „irdischen Venus“ zu entscheiden. Trotz seiner Drohungen erklärt sich Ero für die Liebe. Sie fürchtet keine irdische Gewalt, da sie sich vom Licht der Venus beschützt glaubt. Ariofarne prophezeit ihr ein düsteres Schicksal.
Szene 4. Als Ero alleine ist, denkt sie über Ariofarnes Worte nach. Sie entdeckt eine Muschel unter den Opfergaben auf dem Altar und hält sie an ihr Ohr („Conchiglia rosea“), um einen Orakelspruch zu erhalten. Ein finstere Vision und Donnergrollen lässt sie die Muschel vor Entsetzen fortschleudern.
Szene 5. Leandro versucht, heimlich in den Tempel einzudringen, um Ero zu treffen. Ariofarne entdeckt ihn jedoch und stellt ihn zur Rede. Heuchlerisch behauptet er, ihm helfen zu wollen, um die Liebesgeschichte von Daphnis und Chloe wiederaufleben zu lassen, und gibt den Weg frei.
Szene 6. Ero und Leandro gestehen einander ihre Liebe und ihre Ängste, während Ariofarne sich hinter der Apollonstatue versteckt, um sie zu belauschen. Ein Fanfarensignal ruft das Volk herbei, und Leandro muss fliehen, um nicht entdeckt zu werden. Er überreicht Ero zum Abschied eine Blume.
Szene 7. Ero kniet vor der Apollonstatue nieder, um den Gott nach dem Schicksal ihrer Liebe zu befragen. Der dahinter verborgene Ariofarne antwortet mit grabesartiger Stimme: „Tod“. Ero flieht vor Schrecken aus dem Tempel. Ariofarne verfolgt sie mit wildem Blick.

### Zweiter Akt
Der den Mysterien geweihte Teil des Tempels, prächtig erleuchtet von Leuchtern und Fackeln
Einzige Szene. Ariofarne hat eine Versammlung der Priester einberufen, um über Ero Gericht zu halten. Nach einem allgemeinen Gebet (Chor: „Ave, o stella vagabonda“) verkündet er das angebliche Urteil der Göttin: Ero soll von nun an einsam im „Turm der Jungfrau“ inmitten des Meeres leben und sich dort der Göttin widmen. Während Ariofarne die Zeremonie vorbereitet, gibt er Ero zu verstehen, dass er sie vergewaltigen werde, falls sie nicht zustimme. Ero ruft erschrocken nach Leandro, der sogleich eingreift, um sie zu retten. Er wird jedoch von den Wachen überwältigt und von Ariofarne auf die asiatische Seite des Hellespont verbannt. Anschließend weiht Ariofarne Ero der Göttin und lässt sie ewige Keuschheit schwören. Sollte sie diesen Eid brechen und Besuch von einem Mann erhalten, werde man sie lebendig einmauern.

### Dritter Akt
Der Turm der Jungfrau
Ein achteckiger Raum innerhalb des Turms. Schräg links ein hoher und weiter Balkon, der zum Himmel offen ist. Rechts im Hintergrund eine absteigende Rampe, die den Boden durchdringt und darauf hinweist, dass sich dort der einzige Eingang zum Turm befindet. Die Wände sind verfallen und karg. In der Mitte der Szene gibt es ein mit einem Leopardenfell bedecktes Bett. Nicht weit entfernt ist ein großer Tisch, auf dem Tisch eine brennende Fackel, ein Uhrglas und eine als Sprachrohr geformte Muschel. Neben dem Tisch sitzt Ero auf einem Stuhl und betrachtet unbewegt das Uhrglas. Nacht. Ein unsicherer Mondstrahl dringt gelegentlich vom Balkon ein.
Szene 1. Der Wind trägt ferne Stimmen von Seeleuten herein (Chor: „La notte diffonde“). Eine Sternschnuppe erinnert Ero an ihre Liebe zu Leandro. Sie vermeint, ihn im Meer zur Insel schwimmen zu sehen. Als sich der Mond hinter den Wolken blicken lässt, erkennt sie, dass ihr Geliebter tatsächlich ihre Insel erreicht hat.
Szene 2. Ero und Leandro fallen sich in die Arme und schwören sich ihre Liebe. Leandro hat bereits die Flucht vorbereitet und will am nächsten Tag mit ihr eine neue Heimat suchen. Plötzlich bricht ein Sturm mit Blitz und Donner aus. Ero erinnert sich an ihre Aufgabe, die Priester mit dem Nebelhorn vor der Gefahr zu warnen. Leandro erkennt, dass er den Turm schleunigst verlassen muss, doch Ariofarnes Fanfaren sind unten bereits zu hören. Obwohl Ero um sein Leben fürchtet, stürzt er sich in die Tiefe.
Szene 3. Ero ergreift die Fackel, um vom Balkon aus nach Leandro zu schauen. Da dringt Ariofarne mit der Fanfare ein. Sie lässt vor Schreck die Fackel fallen. Ariofarne wirft ihr höhnisch vor, das Nebelhorn vernachlässigt zu haben. Sie habe wohl geträumt. Er weiß bereits von Leandros Anwesenheit um zieht sie auf den Balkon, um gemeinsam mit ihr nach ihm zu suchen. Mit einem Freudenruf zeigt er ihr seinen zerschmetterten Körper auf den Felsen. Ero bricht zusammen. Ariofarne will sie am nächsten Morgen lebendig einmauern lassen, muss aber erkennen, dass sie bereits tot ist. Ein Blitz trifft den Turm, sodass die Rückwand einstürzt. Durch die Lücke ist zu sehen, wie Ero und Leandro als Unsterbliche in einer leuchtenden Wolke erscheinen, umgeben von Nereiden, Uranien und Amoretten. Ariofarne, der noch immer an ihrer Leiche kniet, beobachtet ihre Verklärung und verbirgt sein Gesicht in seinen Händen. Der Chor segnet Ero und Leandro und heiligt den Strand, an dem sie sich liebten.

## Gestaltung

### Musik
Die musikalische Qualität von Bottesinis Oper wird unterschiedlich bewertet. Rainer Damm meinte in Pipers Enzyklopädie des Musiktheaters, dass Bottesini sich an den zu dieser Zeit bereits überkommenen Normen der Opern Gaetano Donizettis orientierte und das Libretto „allenfalls eklektisch vertonen [konnte], ohne dabei die zu seiner Zeit möglichen kompositorischen Mittel auszuschöpfen“. Ekkehard Pluta schrieb dagegen in seiner Opernwelt-Rezension, dass die Musik „durchaus auf der Höhe seiner Zeit“ stehe und „nicht auf abgegriffene Muster des romantischen Melodramma“ zurückgreife. Die tradierte Abfolge von Szene, Arie und Cabaletta werde durch „bewegte Orchesterezitative und beredte Monologe“ durchbrochen, dem Orchester „eine bedeutende narrative Rolle“ zugewiesen. Bottesinis tiefe Kenntnisse der zeitgenössischen Musik und sein handwerkliches Können habe „nicht zu sterilem Eklektizismus, sondern durch kaum nachlassende Inspiration im Melodischen, viel Fantasie im Harmonischen und in der Behandlung der instrumentalen Klangfarben zu einer durchaus eigenständigen Mixtur“ geführt. Viele Chorsätze dienen nur am Rande der dramatischen Handlung, sondern fungieren als musikalische Stimmungsbilder.

### Orchester
Die Orchesterbesetzung der Oper umfasst die folgenden Instrumente:
- Holzbläser: Piccoloflöte, zwei Flöten, zwei Oboen, zwei Klarinetten, zwei Fagotte
- Blechbläser: drei Hörner, drei Pistons, drei Trompeten, drei Posaunen, Ophikleide
- vier Pauken, Schlagzeug: große Trommel, kleine Trommel, Becken, Triangel, Zimbeln
- Harfe
- Streicher
- Bühnenmusik: Fanfaren, Akkordeon

## Werkgeschichte
Ero e Leandro ist die erfolgreichste Oper des Kontrabassisten und Komponisten Giovanni Bottesini. Das Libretto stammt von Arrigo Boito, der es unter seinem Anagramm „Tobia Gorrio“ herausgab. Es behandelt den antiken Mythos von Hero und Leander. Anders als dort entsteht der Konflikt nicht durch die Eltern des Liebespaares, sondern durch den Hohepriester Ariofarnes. Eros Tod am Ende der Oper erinnert an den Liebestod in Wagners Tristan und Isolde. Boito verfasste es im Sommer 1871 ursprünglich für eine eigene Vertonung. Da die Premiere seiner vorangegangenen Oper Mefistofele ein Misserfolg war, verzichtete er nun auf eine komplexe Struktur und philosophische Inhalte. Stattdessen erstellte er einen einfacheren Text voller poetischer Schönheiten. Von der geplanten Komposition stellte Boito nur drei Stücke fertig: den Chor der Seeleute „La notte diffonde“ (III:1) in Form einer vierstimmigen Barkarole sowie die beiden Duette „Lontano, lontano, lontano“ und „Spunta l’aurora pallida“. Diese integrierte er 1875 in die zweite Fassung seines Mefistofele. Das Libretto überließ er seinem Freund Bottesini. Der Impresario des für die Uraufführung vorgesehenen Turiner Teatro Regio, Giovanni Depani, wünschte sich einige Änderungen, die auch der Dirigent Carlo Pedrotti befürwortete. Daher wandelte Boito den ursprünglichen Schluss in eine Apotheose um und ergänzte am Anfang des zweiten Akts eine Reihe von Tänzen. Sein Konzept sah sogenannte „Farbentänze“ mit einem bestimmten Verhältnis von Farbe und Musik vor, wie er Bottesini brieflich erläuterte. Es wurde jedoch in der Komposition nicht berücksichtigt. Die Partitur war Ende 1875 im Wesentlichen fertig. In den folgenden Jahren gab es nur noch kleinere Korrekturen.
Die Uraufführung fand schließlich am 11. Januar 1879 unter der Leitung Pedrottis statt. Es sangen Abigaille Bruschi-Chiatti (Ero), Enrico Barbacini (Leandro) und Gaetano Roveri (Ariofarne). Die Produktion war ein großer Erfolg. Es folgten Aufführungen im Teatro Apollo in Rom (1880) und im Teatro Manzoni in Mailand (1883). Außerhalb Italiens gab es Aufführungen in Buenos Aires (1879) und in Aix-les-Bains (1883). Ab 1896 wurde Bottesinis Oper durch eine Neuvertonung des Komponisten Luigi Mancinelli verdrängt.
2009 gab es eine szenische Wiederentdeckung der Oper in Bottesinis Geburtsort Crema unter dem Dirigenten Aldo Salvagno mit den Solisten Véronique Mercier (Ero), Gian Luca Pasolini (Leandro) und Roberto Scandiuzzi (Ariofarne). Ein Mitschnitt wurde auf CD und DVD veröffentlicht.

## Aufnahmen
- 2009 – Aldo Salvagno (Dirigent), Orchestra Filarmonica del Piemonte, Monteverdi Choir, Laura Borello (Regie), Gregorio Zurla (Co-Regie und Bühne), Stefania Barreca (Kostüme), Gianfranco Ferrari (Licht).
 Véronique Mercier (Ero), Gian Luca Pasolini (Leandro), Roberto Scandiuzzi (Ariofarne).
 Auch Video; live aus dem Teatro San Domenico in Crema.
 Dynamic CDS670 (2 CDs), Dynamic 33670 (DVD).[5]